# Hadrijan V.
Hadrijan V., rođen kao Ottobono Fieschi, papa od 11. srpnja 1276. do 18. kolovoza 1276. godine.